# 波爾科一世 (希維德尼察)
波爾科一世（波蘭語：Bolko I Surowy，約1254年—1301年11月9日），勒武韋克公爵、亞沃爾公爵，波列斯瓦夫二世的次子。

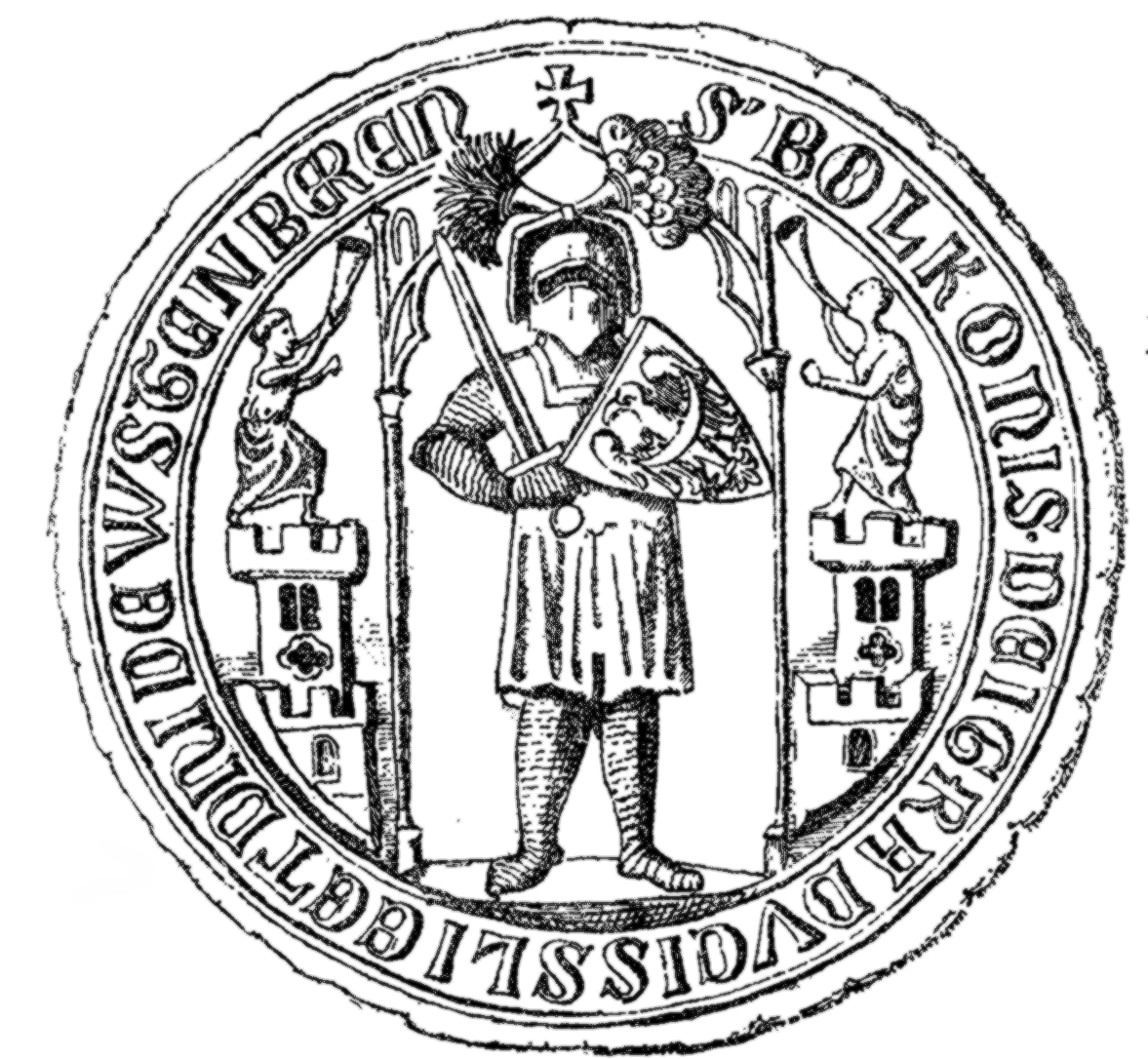
波爾科一世的印章

## 家庭
1284年，波爾科與布蘭登堡藩侯奧托五世的女兒碧翠克絲結婚，兩人共有3子2女：
1. 茱蒂絲（1287年—1320年）
2. 碧翠克絲（英语：Beatrice of Brandenburg）（1290年—1320年）
3. 伯納德（1291年—1326年）
4. 亨里克（約1294年—1346年）
5. 波爾科（1300年—1341年）